# 江本正和
江本 正和（えもと まさかず、1951年 - ）は、日本の建築家。松田平田設計代表取締役社長。
東京都生まれ。1974年、東北大学工学部建築学科卒業。1974年、松田平田坂本設計事務所（現・松田平田設計）入社。
主な担当業務に、三井銀行事務センター、栃木県総合教育センター、運輸研修所、国土交通大学校、NHK放送技術研究所、Wピル、がある。